# Athletic Club de Madrid 1925-1926
Questa voce raccoglie le informazioni riguardanti l'Athletic Club de Madrid, antico nome del Club Atlético de Madrid, nelle competizioni ufficiali della stagione 1925-1926.

## Stagione
Nella stagione 1925-1926 i Colchoneros, allenati dall'inglese Frederick Pentland, terminarono il campionato Regional de Madrid al secondo posto, a tre punti dal Real Madrid. In Coppa del Re l'Atlético Madrid raggiunse la finale dove fu sconfitto per mano del Barcellona.

## Maglie e sponsor
| Manica sinistra · Manica sinistra · Maglietta · Maglietta · Manica destra · Manica destra · Pantaloncini · Calzettoni |

## Rosa
| N. |                      | Ruolo | Calciatore          |
| -- | -------------------- | ----- | ------------------- |
| -  | Spagna (bandiera)    | P     | Javier Barroso      |
| -  | Spagna (bandiera)    | D     | Pololo              |
| -  | Spagna (bandiera)    | D     | Alfonso Olaso       |
| -  | Spagna (bandiera)    | C     | Luis Aguirre        |
| -  | Filippine (bandiera) | C     | José María Elizalde |
| -  | Spagna (bandiera)    | C     | Domingo Burdiel     |
| -  | Spagna (bandiera)    | C     | Joaquín Ortiz       |
| -  | Spagna (bandiera)    | C     | Andrés Tuduri       |
| -  | Spagna (bandiera)    | C     | Cosme Vázquez       |

| N. |                   | Ruolo | Calciatore        |
| -- | ----------------- | ----- | ----------------- |
| -  | Spagna (bandiera) | C     | Desiderio Fajardo |
| -  | Spagna (bandiera) | C     | Quico Marín       |
| -  | Spagna (bandiera) | C     | Fernando Fuertes  |
| -  | Spagna (bandiera) | C     | Manuel Merediz    |
| -  | Spagna (bandiera) | A     | Antonio de Miguel |
| -  | Spagna (bandiera) | A     | Vicente Palacios  |
| -  | Spagna (bandiera) | A     | Luis Olaso        |
| -  | Spagna (bandiera) | A     | Ramón Triana      |
| -  | Spagna (bandiera) | A     | Manuel Argüelles  |

## Risultati

### Campeonato Regional de Madrid
| 18 ottobre 1925 1ª giornata                                            | Athlétic Madrid | 6 – 1 referto | Unión Sporting |  |
| \| \| \| \| \| Ortiz Tuduri , Palacios , , \| Marcatori \| Carrasco \| |                 |               |                |  |
|                                                                        |                 |               |                |  |
| Ortiz Tuduri , Palacios ,                                              | Marcatori       | Carrasco      |                |  |

| 1º novembre 1925 2ª giornata                                  | Real Madrid | 2 – 0 referto | Athlétic Madrid |  |
| \| \| \| \| \| Del Campo 19’ Muñagorri 71’ \| Marcatori \| \| |             |               |                 |  |
|                                                               |             |               |                 |  |
| Del Campo 19’ Muñagorri 71’                                   | Marcatori   |               |                 |  |

| 15 novembre 1925 3ª giornata                                                           | Athlétic Madrid | 3 – 2 referto            | Gimnástica |  |
| \| \| \| \| \| Ortiz 10’, 65’ Palacios 83’ \| Marcatori \| 20’ Goiburu 25’ Uribe II \| |                 |                          |            |  |
|                                                                                        |                 |                          |            |  |
| Ortiz 10’, 65’ Palacios 83’                                                            | Marcatori       | 20’ Goiburu 25’ Uribe II |            |  |

| 29 novembre 1925 4ª giornata                                              | Athlétic Madrid | 3 – 1 referto  | Racing Madrid |  |
| \| \| \| \| \| Triana 4’ Palacios Ortiz \| Marcatori \| 50’ Valderrama \| |                 |                |               |  |
|                                                                           |                 |                |               |  |
| Triana 4’ Palacios Ortiz                                                  | Marcatori       | 50’ Valderrama |               |  |

| 3 gennaio 1926 5ª giornata                                           | Unión Sporting | 1 – 6 referto         | Athlétic Madrid |  |
| \| \| \| \| \| Carrasco \| Marcatori \| Ortiz , , , Cosme Fajardo \| |                |                       |                 |  |
|                                                                      |                |                       |                 |  |
| Carrasco                                                             | Marcatori      | Ortiz , Cosme Fajardo |                 |  |

| 17 gennaio 1926 6ª giornata                     | Athlétic Madrid | 0 – 1 referto | Real Madrid |  |
| \| \| \| \| \| \| Marcatori \| 72’ Muñagorri \| |                 |               |             |  |
|                                                 |                 |               |             |  |
|                                                 | Marcatori       | 72’ Muñagorri |             |  |

| 31 gennaio 1926 7ª giornata                                                             | Gimnástica | 3 – 2 referto           | Athlétic Madrid |  |
| \| \| \| \| \| Uribe II 16’, 80’ Goiburu 26’ \| Marcatori \| (rig.) Palacios Fuertes \| |            |                         |                 |  |
|                                                                                         |            |                         |                 |  |
| Uribe II 16’, 80’ Goiburu 26’                                                           | Marcatori  | (rig.) Palacios Fuertes |                 |  |

| 14 febbraio 1926 8ª giornata                        | Racing Madrid | 0 – 2 referto     | Athlétic Madrid |  |
| \| \| \| \| \| \| Marcatori \| Fuertes 54’ Cosme \| |               |                   |                 |  |
|                                                     |               |                   |                 |  |
|                                                     | Marcatori     | Fuertes 54’ Cosme |                 |  |

### Coppa del Re

#### Fase a gironi
| Arbitro: | Villena |

|                    |           |                        |
| Morales 30’ (rig.) | Marcatori | 25’ Palacios 88’ Cosme |

| Arbitro: | Vilalta |

|                             |           |            |
| Cosme 44’ Palacios 48’, 65’ | Marcatori | 1’ Enrique |

| Arbitro: | Vilalta |

|                                        |           |             |
| L. Olaso 12’ Tuduri 20’ Cosme 48’, 61’ | Marcatori | 75’ Morales |

| Arbitro: | Vilalta |

|                                      |           |                           |
| Álvarez 57’ Enrique 60’ Carrasco 72’ | Marcatori | 44’ Palacios 88’ L. Olaso |

| Arbitro: | Vilalta |

|                                               |           |                  |
| Cosme 3’, 25’ L. Olaso 23’ Saldaña 31’ (aut.) | Marcatori | 58’, 74’ Álvarez |

#### Fase a eliminazione diretta
| Arbitro: | Ezkurdia |

|                                     |           |                     |
| Oramas 1’ Mauri 29’, 49’ Zabala 72’ | Marcatori | 70’ (rig.) Palacios |

| Arbitro: | Ezkurdia |

|                        |           |  |
| A. Olaso 82’ Cosme 85’ | Marcatori |  |

| Arbitro: | Saracho Goitia |

|                      |           |                                    |
| Trabal 39’ Mauri 88’ | Marcatori | 6’ L. Olaso 28’ Cosme 54’ Palacios |

| Arbitro: | Pelayo Serrano |

|                                     |           |                 |
| L. Olaso 24’ Palacios 87’ Cosme 95’ | Marcatori | 30’ Chicha Polo |

| Arbitro: | Saracho Goitia |

|                                      |           |                        |
| Samitier 62’ Just 63’ Alcántara 112’ | Marcatori | 16’ Palacios 58’ Cosme |

## Statistiche

### Statistiche di squadra
| Competizione                  | Punti | Totale | Totale | Totale | Totale | Totale | Totale | DR  |
| Competizione                  | Punti | G      | V      | N      | P      | Gf     | Gs     | DR  |
| ----------------------------- | ----- | ------ | ------ | ------ | ------ | ------ | ------ | --- |
| Coppa del Re                  | 6     | 10     | 7      | 0      | 3      | 26     | 21     | +5  |
| Campeonato Regional de Madrid | 10    | 8      | 5      | 0      | 3      | 22     | 11     | +11 |
| Totale                        | -     | 18     | 12     | 0      | 6      | 48     | 32     | +16 |